# Nitrate-réductase à quinone
La nitrate réductase à quinone est une oxydoréductase qui catalyse la réaction :
NO3− + une hydroquinone  {\displaystyle \rightleftharpoons }  NO2− + une quinone + H2O.
Cette enzyme est une protéine membranaire qui assure la respiration anaérobie en présence d'ions nitrate. Elle utilise comme cofacteurs la molybdoptérine guanine dinucléotide sous forme bicyclique bis(molybdoptérine guanine dinucléotide)molybdène ainsi que de l'hème et des centres fer-soufre.